# Puerto de la Bahía de Cádiz

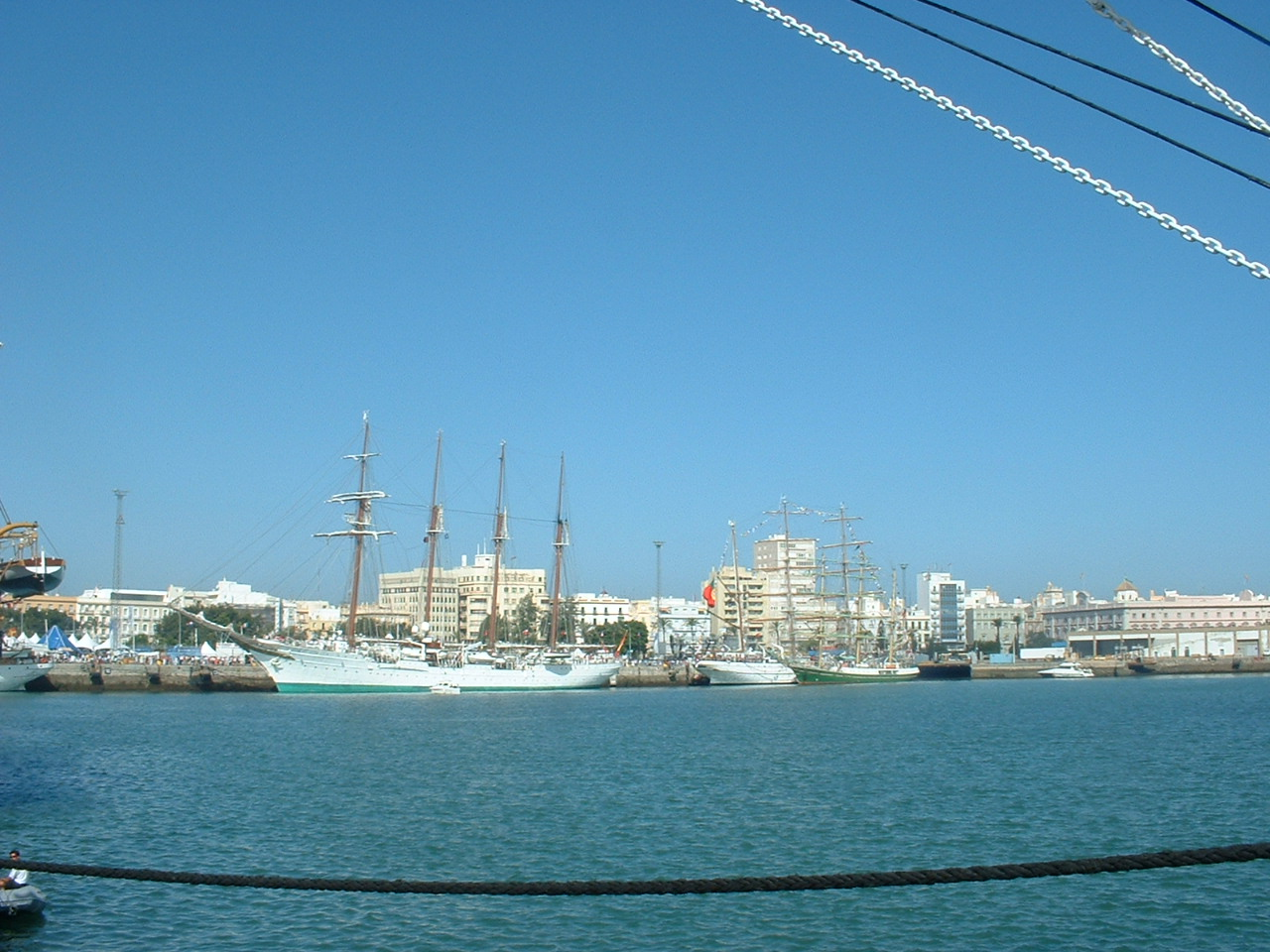
Vista del barco escuela Juan Sebastián Elcano en Cádiz.

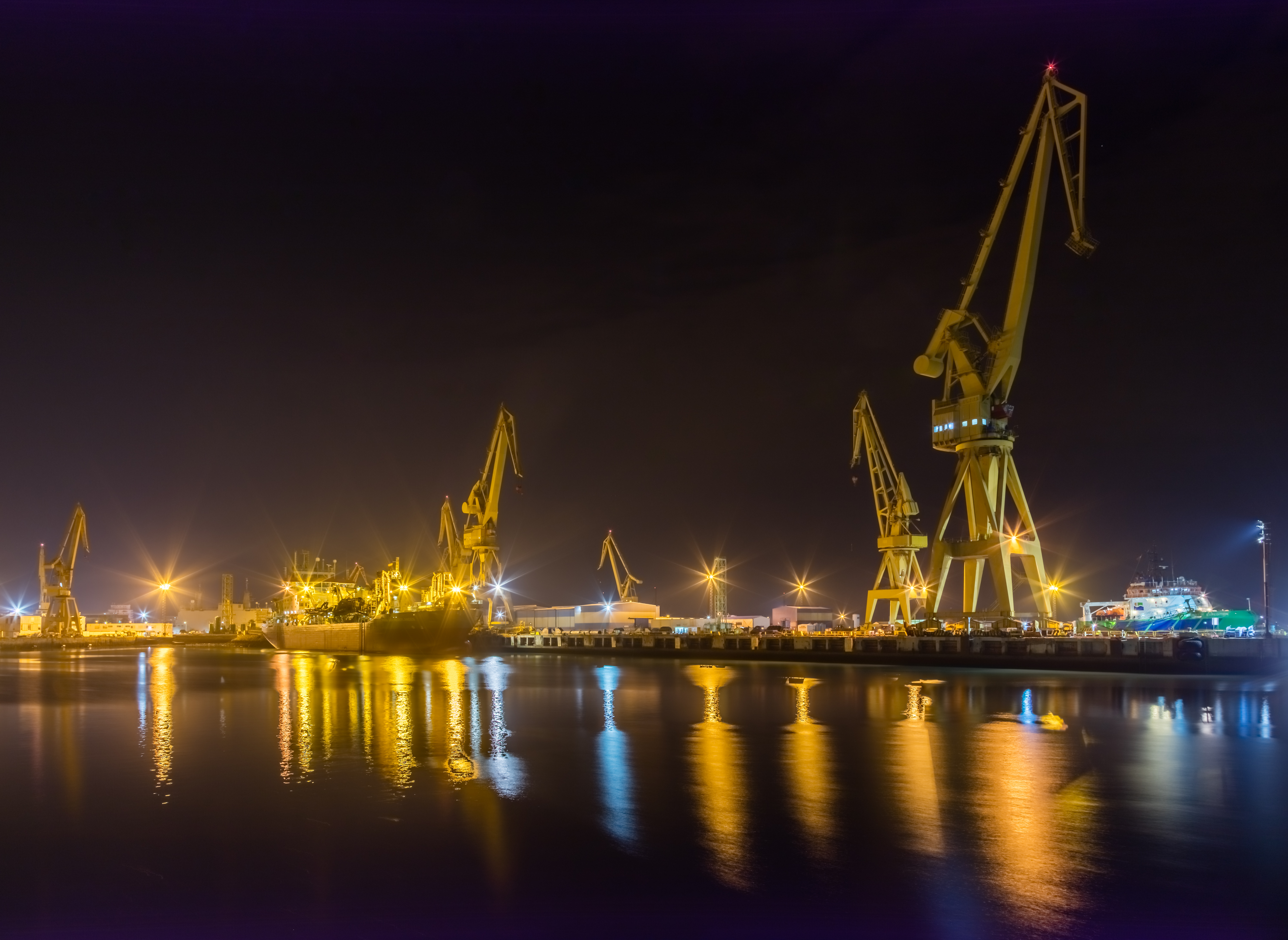
Vista nocturna.

El Puerto de la Bahía de Cádiz es un complejo portuario situado sobre el litoral atlántico sur español en la provincia de Cádiz. Este complejo agrupa a cinco puertos, situados en la Bahía: Muelle de Cádiz, Muelle de Cabezuela-Puerto Real, Muelle de la Zona Franca (Cádiz) y Muelle de El Puerto de Santa María (Cádiz) Todos estos puertos quedarían bajo la supervisión de una misma institución: la Autoridad Portuaria de la Bahía de Cádiz, presidida en la actualidad por la exalcaldesa de Cádiz, Teófila Martínez . La privilegiada posición del puerto, con comunicación permanente con Tánger y las Islas Canarias, y su crecimiento lento pero sostenido lo convierten en uno de los primeros puertos españoles.

## Historia
La zona marítima de la Bahía de Cádiz está situada en el golfo homónimo que se conoce desde la antigüedad. La proximidad de África, su posición entre el Atlántico y el Mediterráneo, y la seguridad de su configuración ha sido siempre un lugar de amarre solicitado. Una zona de actividad portuaria activa parece haber resuelto muy pronto en la franja costera. La ubicación de estas instituciones ha evolucionado a lo largo de los siglos, aunque bastante se puede determinar la fecha y geográficamente este equipo, probablemente creado entre la fundación de Gadès el final del segundo milenio antes de Cristo. J.-C. y la época de los romanos. Sabemos de la existencia de un muelle de Rota, cuya fecha de erección no pudo ser confirmada, y que fue destruida por el Terremoto de Lisboa en 1755. 

### Origen
La primera prueba escrita de la existencia de un puerto en la bahía es la de Estrabón, que se refiere a la construcción de Portus Gaditanus a las órdenes de Balbus. Según Estrabón, este puerto se acompaña de un arsenal, que participa en la fabricación de buques destinados al conflicto entre Julio César y Pompeyo. Es precisamente bajo el mandato de este último que el uso de Gadès, que no sabemos el lugar exacto, entonces, a través de un período inicial de esplendor, gracias a las exportaciones de vino y embutidos, de renombre en la región (Baelo Claudia). 
Con el gradual colapso del Imperio Romano de Occidente a partir del cuarto siglo, el puerto de Gades, el futuro de Cádiz, pierde su importancia y su historia es difícil sacar hasta el siglo XV. Por el Real Decreto de 18 de junio de 1483, los Reyes Católicos ordenaron la creación de la ciudad y el puerto de Puerto Real. El primer puerto moderno de la bahía nace entonces, y disfruta de un monopolio en la zona comercial. La Andalucía Occidental luego los puertos en manos de la nobleza local, la monarquía y quería desarrollar el puerto que sea necesario para su expansión marítima sur. El puerto se centra en el comercio con África, y luego poco a poco abre los horizontes del Nuevo Mundo fantástico.

### El comercio con América
Con el descubrimiento de América los Reyes Católicos establecieron en 1503 la Casa de Contratación en la ciudad de Sevilla, dándole así el monopolio del comercio con las nuevas colonias y designando a Sevilla como punto de origen y destino de la flota de Indias. Sevilla suponía un lugar más seguro, al ser un puerto fluvial al que se accedía desde el océano remontando más de 80 kilómetros del río Guadalquivir, quedaba más al resguardo de los ataques de piratas o de potencias extranjeras. Aun así Cádiz creció como puerto auxiliar ante el ingente comercio que se movía en el Imperio. Con el tiempo el río Guadalquivir se fue colmatando disminuyendo su calado, haciendo que los buques empezaran a desviarse a la ciudad gaditana.
En 1613 Felipe III autoriza que se complete la carga de buques de la flota de Indias en Cádiz. Esta medida fue refrendada por Felipe IV en 1627, que elevó la carga en Cádiz hasta un tercio de la capacidad del buque. Además Felipe IV encomendó al puerto gaditano la tarea de preparar la flota militar encargada de escoltar a los galeones entre los dos continentes. Este aumento de la actividad del puerto llevó en 1679 a las autoridades municipales a solicitar permiso a la Corona para construir un muelle de piedra. Seis años más tarde se plantea un proyecto para construir un puerto mucho más ambicioso.
A lo largo de la segunda mitad del siglo XVII, Sevilla perdió su importancia comercial. La sedimentación del río obligó a descargar los cargamentos en Cádiz. En 1680, todos los buques con destino a las Américas tenían la obligación de parar en Cádiz, mientras que el papel de Sevilla se limitaba a funciones comerciales y burocráticas, a través de la Casa de Contratación, por un tiempo corto. Felipe V decretó la transferencia de esta institución a Cádiz en 1717, con lo que Sevilla finalmente perdió su monopolio en beneficio de la Bahía de Cádiz, que comenzó  así su edad de oro. Posteriormente, el creciente liberalismo en España, con el ilustrado Carlos III, llevó a abolir el monopolio del comercio en 1778. La Casa de Contratación, que perdió su razón de ser, desapareció doce años más tarde.

### DelsigloXIXa la actualidad
El siglo XIX estuvo marcado por la pérdida gradual de colonias españolas, un proceso que culmina con la dramática pérdida de Cuba en 1898. El comercio entre la antigua metrópoli y América sufre: las potencias europeas también entran en el comercio con el continente.
El puerto de Cádiz, sin embargo, mantiene una cierta actividad, como lo demuestran los profundos cambios que lo transforman durante la segunda mitad del siglo. Un nuevo puerto fue construido a partir de 1870, mientras que la Compañía es el puerto de Cádiz.
La gestión del puerto fue transferido al Ministerio de Fomento. Se sigue trabajando a lo largo del siglo XX, la configuración actual está determinada por el plan de trabajo de 1949. En 1982, los diversos puertos de la Bahía se han agrupado por Real Decreto para formar una única entidad jurídica: el puerto de la Bahía de Cádiz. Las autoridades portuarias de la Bahía de Cádiz son ahora las encargadas de administrar un puerto que se encuentra en dura competencia con otros puertos más ágiles y mejor situados como el puerto de Algeciras. En la actualidad se espera que la diversificación a nuevos negocios, como el de cruceros turísticos y nuevas ampliaciones para contenedores mejoren la actividad portuaria. En este sentido, en 2018 se hace con el control de la terminal de mercancías de Jerez (localizada en la Ciudad del Transporte), que permite gestionar mejor el enlace de mercancías con ferrocarril.

## Dársenas
El puerto está compuesto por las siguientes dársenas:

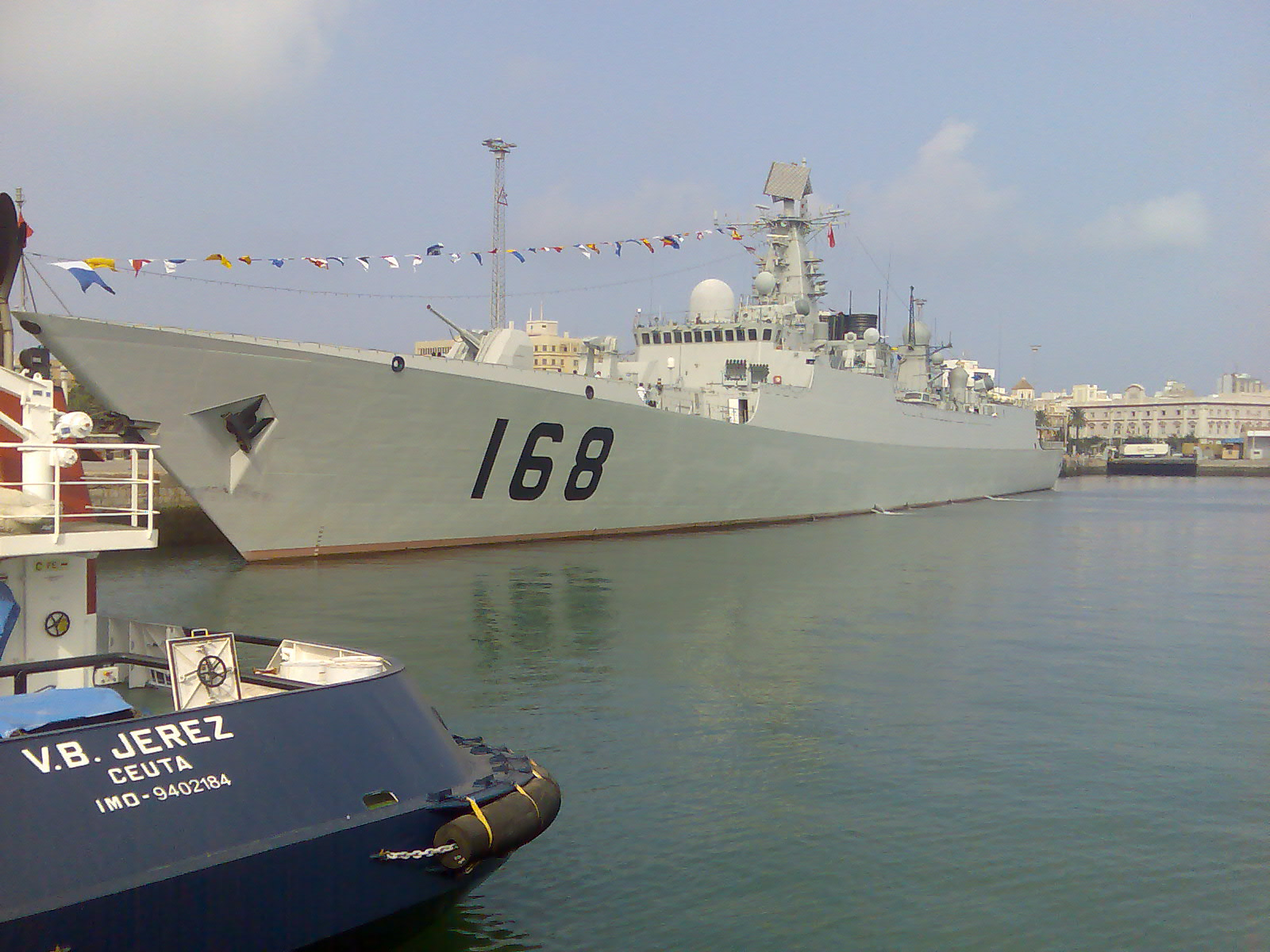
Destructor chino Guangzhou anclado en la dársena de Cádiz ciudad.

- Dársena de Cádiz ciudad[2]
- Dársena de la Zona Franca
- Muelle de Cabezuela-Puerto Real
- Dársena de El Puerto Santa María

- Actividades y usos:

| Base naval de la Armada Española               | Base Naval de la Armada Española               |
| Puerto comercial                               | Puerto comercial                               |
| Puerto deportivo                               | Puerto deportivo                               |
| Puerto pesquero                                | Puerto pesquero                                |
| Puerto de pasajeros                            | Puerto de pasajeros                            |
| Base de Salvamento Marítimo                    | Base de la Sociedad de Salvamento Marítimo     |
| Base del Servicio Marítimo de la Guardia Civil | Base del Servicio Marítimo de la Guardia Civil |
| Base del Servicio de Vigilancia Aduanera       | Base del Servicio de Vigilancia Aduanera       |

## Escalas de grandes buques

### 2007

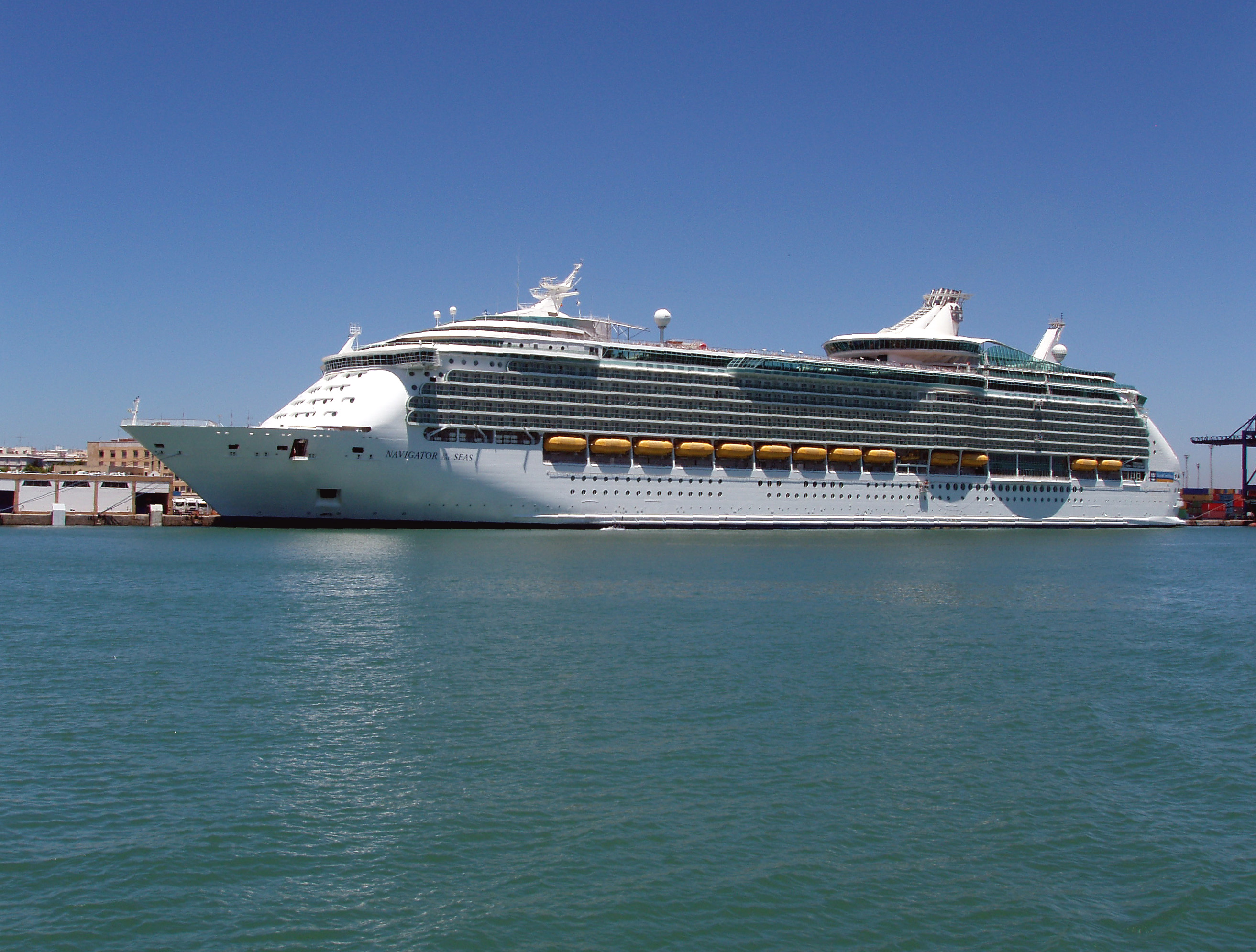
Navigator of the Seas.

- 22 de mayo: Disney Magic, crucero turístico, bandera de Bahamas, 297 m de eslora
- 29 de mayo: Navigator of the Seas, crucero turístico, bandera de Bahamas, 311 m de eslora

## Destinos
- Acciona Trasmediterránea: Arrecife, Las Palmas de Gran Canaria, Santa Cruz de La Palma, Santa Cruz de Tenerife.